# 楳本捨三
楳本捨三（うめもと　すてぞう、1903年4月7日―1988年1月）は、日本の作家。
東京生まれ。日本大学文学部中退。在学中より戯曲を書く。1939年渡満。新聞雑誌に連載小説を執筆。46年帰国。大東亜戦争関連のものと、チンギス・ハーン関連のものなどを書いた。

## 著書
- 港 戯曲集 尖端社 1931
- ソ軍進駐 富士興業 1949
- 死と貞操 ジープ社 1950
- 女の履歴 ジープ社 1950
- 楳本捨三作品集 全2巻 第一文庫 1953
- 成吉思汗 鱒書房 1955
- 黒の風の中を 北満に散った女学生部隊の悲録 鱒書房 1955 (グリーン新書)
- 麻薬戦争 学風書院 1956
- 楳本捨三長篇選集 第1-3 ジンギスカン　山ノ手書房 1956
- ある女の終幕 自由アジア社 1957
- 黒い海図 東方社 1957
- 黒い風の中を 自由アジア社 1957
- 最後の陸軍 妙義出版 1957
- 戦雲アジアの女王 川島芳子の一生 第二書房 1957
- モンゴルの鷲 東都書房 1958
- 罠  小壷天書房 1959
- 三井のさむらい達 「不退転物語」人・新関八洲太郎 自由アジア社 1961
- 蒼い黄土 番町書房 1963 (ポイントブックス) 「井坂挺身隊、投降せず」(光人社NF文庫)
- 迷彩ある殺人 1966 (春陽文庫)
- 日本のクーデター 秘史-二・二六事件 徳間書店 1966
- 明治・大正・昭和特ダネ事件にっぽん史 明治百年・話の泉 日本文芸社 1967
- 関東軍始末記 原書房 1967
- 東条英機とその時代 宮川書房 1968
- 提督山本五十六 その昭和史 宮川書房新社 1968
- 終戦秘録ああ白蘭女子挺身隊 波書房 1968
- ビルマ方面軍 経済往来社 1969
- 最後の脱走 日本文華社 1970 (文華新書)
- 陸海名将100選 秋田書店 1971
- 日本大謀略戦史 経済往来社 1971
- 関東軍総司令部 経済往来社 1971
- 事件百年史 図書出版社 1971
- 小説関東軍 近代ジャーナル 1971
- 灰色の海図 1971 (双葉新書)
- 岐路に立つ台湾人 新国民出版社 1972
- 天皇の叛徒 炎の昭和史 光人社 1973
- 戦争 何が残った 新国民出版社 1973
- 民社党十五周年史 新国民出版社 1974
- 関東軍終戦始末 新国民出版社 1974
- 無国籍兵団 少将元泉茜庵の生涯 新国民出版社 1975
- 満州 満州会 1975
- 新説吉良上野介 新国民出版社 1975
- 全史関東軍 経済往来社 1978.3
- 青春の河 大陸へ渡った明治の群像 光人社 1978.3
- 全滅の思想 勝ち残るための逆説的試行 光人社 1978.8 「壮烈拉孟守備隊」(光人社NF文庫)
- 楳本捨三著作集 全10巻 秀英書房 1978-79
- 新三国志 秀英書房 1979.12
- 戦後日本政党史 自由アジア社 1979.9
- 満州神器殺人事件 皇帝の鏡 秀英書房 1980.7
- 妖花川島芳子伝 銃殺こそわが誇り 秀英書房 1980.8
- 日本の謀略 秀英書房 1980.8  のち光人社NF文庫
- 将軍の四季 最後の関東軍総司令官山田乙三大将 光人社 1983.7
- 定本大関東軍史 国書刊行会 1984.12
- 民社党二十五周年史 民社党二十五周年史頒布会 1984.9
- いまなぜ第一次世界大戦か 教科書では学べない戦争の素顔 光人社 1985.8
- 将軍提督人物史伝 光人社 1987.11
- 満州崩壊 昭和二十年八月からの記録 2005 (光人社NF文庫)

## 参考
- 文藝年鑑1975
- http://bookweb.kinokuniya.co.jp/htm/4769826613.html